# Schweizerischer Katholischer Presseverein
Der Schweizerische Katholische Presseverein (SKPV) wurde Anfang des 20. Jahrhunderts gegründet mit dem Ziel, „eine kraftvolle Propaganda“ für die katholische Presse zu entfalten. Aufgeblüht war die katholische Presse im Klima des Kulturkampfs nach dem Ersten Vatikanischen Konzil 1870. Sie sollte den Katholiken eine Alternative zur liberalen und sozialistischen Meinungspresse bieten. Die Katholiken ihrerseits sollten fleissig die „gute Presse“ abonnieren. Als Lieferantin katholischer Nachrichten wurde 1917 die Katholische internationale Presseagentur Kipa ins Leben gerufen. Mit der Öffnung des katholischen Milieus nach dem Zweiten Vatikanum und der Ablösung der Meinungspresse durch eine weltanschaulich neutrale Forumspresse verschwanden die katholischen Blätter nach und nach. Heute sorgt der Presseverein unter anderem dafür, dass das Thema Religion auch in der Forumspresse regelmässig vorkommt.